# Le Lion, la Sorcière blanche et l'Armoire magique
Pour les articles homonymes, voir Lion (homonymie).
Le Lion, la Sorcière blanche et l'Armoire magique (en anglais : The Lion, the Witch and the Wardrobe) est un roman fantastique pour la jeunesse de Clive Staples Lewis, publié en 1950. C'est le premier tome paru de la série Le Monde de Narnia, qui en compte sept.

## Résumé
Pendant la Seconde Guerre mondiale (Bataille d'Angleterre), pour échapper aux bombardements de Londres, quatre enfants (Peter, Susan, Edmund et Lucy Pevensie) sont envoyés par leurs parents dans le vaste et antique manoir du vieux professeur Kirke.
Un après-midi, alors que les enfants explorent la maison, Lucy — la benjamine — découvre une armoire mystérieuse donnant accès à un autre monde. Cette armoire a été fabriquée par le professeur Kirke avec le bois d'un pommier magique provenant du monde féerique de Narnia.
Lucy arrive dans un bois enneigé, où elle trouve une clairière éclairée d'un réverbère (celui qu'a autrefois arraché, à Londres, la maléfique reine Jadis avant d'être ramenée, malgré elle, dans le Bois d'Entre-les-mondes). Elle y rencontre Tumnus, un faune qui l'invite à goûter et boire du thé. Tumnus lui apprend que la Sorcière blanche s'est jadis emparée du monde de Narnia, où elle a supprimé toute liberté et impose un hiver permanent que n'égaye jamais aucun Noël. Toutefois, une antique prophétie affirme que quand deux fils d'Adam et deux filles d'Ève apparaîtront à Narnia, ils seront couronnés rois et reines dans le château de Cair Paravel et mettront fin au règne cruel de la Sorcière blanche.
De retour dans le manoir, Lucy découvre qu'elle n'a été absente que peu de temps et que donc sa disparition n'a pas été remarquée. Elle leur raconte sa découverte mais lorsqu'ils vont vérifier dans l'armoire, celle-ci semble tout à fait normale. Peter et Susan croient d'abord qu'elle joue puis s'inquiètent pour sa santé mentale, tandis qu'Edmund se moque beaucoup d'elle à ce sujet.
Ce dernier suit une autre fois Lucy à Narnia et rencontre la Sorcière blanche parcourant son royaume sur un traîneau et, intimidé, accepte de déguster des loukoums enchantés qui l'asservissent à elle. Elle lui fait promettre de lui amener ses frère et sœurs. Il retrouve ensuite Lucy qui est ravie de le voir là mais face à leurs aînés, il prétend qu'ils n'ont fait que jouer ensemble et que Lucy a trop d'imagination.
Un autre jour, alors que les enfants Pevensie doivent se cacher de la gouvernante qui fait visiter le manoir, ils se cachent dans l'armoire et se retrouvent à Narnia ensemble.
Lucy les emmène voir M. Tumnus mais ils découvrent que ce dernier a été  puni pour rébellion. Un sympathique couple de vieux castors farouchement opposés à la Sorcière blanche les conduit dans leur hutte pour qu'ils puissent parler sans crainte d'être espionnés. Pendant que M. Castor en dit plus sur le monde et le retour espéré d'Aslan, Edmund part chez la Sorcière qui l'emprisonne et envoie des loups traquer les autres.
Les trois autres enfants reçoivent du Père Noël les armes légendaires des souverains de Cair Paravel et finissent par arriver dans le camp d'Aslan pendant que l'hiver laisse place au printemps. Une expédition est envoyée pour sauver Edmund mais la Sorcière vint réclamer le sang du traître. Pour le sauver, Aslan s'immole volontairement sur la Table de Pierre pour racheter la traîtrise d'Edmund.
Le lendemain, la bataille commence et le Lion se réveille de la mort. Il part avec Susan et Lucy dans le château de la Sorcière pour libérer tous ceux qui ont été changés en pierre et les emmène en renfort. Ensemble, ils vainquent la Sorcière blanche.
Les quatre Pevensie règnent pendant de longues années de paix. Devenus adultes, lors d'une chasse au cerf blanc dans une forêt aux confins de Narnia, ils reconnaissent la clairière, le réverbère puis l'Armoire magique. Ils la franchissent et se retrouvent — enfants — chez le professeur Kirke, où leur longue absence n'a en fait duré qu'une poignée de secondes.

## Liste des chapitres
1. Lucy découvre une armoire magique
2. Ce que Lucy y trouva
3. Edmund découvre Narnia à son tour
4. Les Loukoums
5. Retour de l'autre côté de la porte
6. Dans la forêt enneigée
7. Une journée avec les castors
8. Ce qui arriva après le déjeuner
9. Dans le château de la sorcière
10. L'Enchantement commence à se rompre
11. Aslan se rapproche
12. Le Premier Combat de Peter
13. La Puissante Magie venue de la nuit des temps
14. Le Triomphe de la Sorcière
15. La Plus Puissante Magie venue d'avant la nuit des temps
16. Ce qui arriva aux statues
17. La Chasse au cerf blanc

## Adaptations
Au cinéma et à la télévision
- 1967 : The Lion, the Witch and the Wardrobe, série télévisée de dix épisodes de 30 minutes
- 1979 : The Lion, the Witch and the Wardrobe, film d'animation réalisé par Bill Melendez
- 1988 : The Lion, the Witch and the Wardrobe, téléfilm anglo-saxon de près de trois heures réalisé par Marilyn Fox.
- 2005 : Le Monde de Narnia : Le Lion, la Sorcière blanche et l'Armoire magique, film réalisé par Andrew Adamson et produit par Walt Disney Pictures et Walden Média
- 2011 : série Doctor Who - épisode : Le Docteur, la Veuve et la Forêt de Noël

Jeu vidéo
- 2005 : Le Monde de Narnia : Le Lion, la Sorcière blanche et l'Armoire magique

## Éditions françaises
- 1952 : Le Lion et la Sorcière blanche, traduit par Mme E.-R. Blanchet, collection Idéal-Bibliothèque, Hachette, 189 p. (1re édition en France)

Rééditions :
- 1973 : Le Lion et la sorcière blanche ; traduit par Mme E.-R. Blanchet, illustrations de Romain Simon, collection : Bibliothèque rose, Hachette, 187 p. (BNF 35144369)
- 1980, 1989 : L'Armoire magique Chroniques de Narnia ; 1, traduit par Anne-Marie Dalmais, illustré par Arcady, Bibliothèque du chat perché, Flammarion, 254 p. [1]  (ISBN 2-08-081733-7)
- 1998 : L'Armoire magique ; traduit par Anne-Marie Dalmais ; ill. d'Arcady, Castor poche. Junior : fantastique, Flammarion, 246 p.[2]  (ISBN 2-08-164414-2)
- 2001, 2003 : L'Armoire magique ; traduit par Anne-Marie Dalmats, illustré par Pauline Baynes, Folio Junior, Gallimard jeunesse, 197 p.[3]  (ISBN 2-07-054643-8)
- 2004, 2005 : L'Armoire magique ; adapté par Hiawyn Oram, ill. par Tudor Humphries, trad. par Cécile Dutheil de la Rochère, Gallimard jeunesse[4]  (ISBN 2-07-056990-X)
- 2005 : Le Lion, la Sorcière blanche et l'Armoire magique ; traduit par Anne-Marie Dalmais, illustré par Pauline Baynes, coll. Folio junior no 1390, Gallimard jeunesse, 185 p.[5]  (ISBN 2-07-057075-4)
- 2005 : Le Monde de Narnia (recueil des 7 volumes du Monde de Narnia[6]) ;  illustrations de Pauline Baynes, Collection : Hors série, Gallimard jeunesse, 877 p.[7]  (ISBN 2-07-052432-9)
- 2008 : Le Lion, la sorcière blanche et l'armoire magique ; traduit par Anne-Marie Dalmais, illustré par Pauline Baynes ; Gallimard-Jeunesse, Collection : Folio junior no 1151 [8]  (ISBN 978-2-07-061901-6)
- 2013 : Le Lion, la Sorcière blanche et l'Armoire magique - Le monde de Narnia ; 2 ; traduit par Anne-Marie Dalmais, illustré par Pauline Baynes, Collection : Bibliothèque Gallimard jeunesse, Gallimard, 199 p. [9]  (ISBN 978-2-07-065290-7)

## Source
- Bibliothèque nationale de France